# Andrea Poli
Pour les articles homonymes, voir Poli.
Andrea Poli né le 29 septembre 1989 à Vittorio Veneto en Italie, est un joueur de football international italien évoluant au poste de milieu de terrain.

## Carrière

### Club

#### Ses débuts
Formé à Trévise il débute très jeune avec son club et rejoint dans la foulée l'UC Sampdoria. 
Au cours d'une saison 2007-2008 passée essentiellement avec la réserve du club génois il est lancé dans le grand bain de la Serie A par Walter Mazzarri en novembre 2007 contre Cagliari. 
Il passe la saison 2008-2009 en prêt à l'US Sassuolo qui évolue en Serie B. Andrea Poli y effectue une très bonne saison et le club obtient une surprenante 7e place. Ces bonnes performances lui valent de revenir à la Sampdoria à l'été 2009. Au cours de cette intersaison 2009 Walter Mazzarri laisse sa place sur le banc du club génois à Luigi Delneri et ce dernier fait jouer très régulièrement le jeune Poli.

#### Inter Milan
En août 2011 l'Inter de Milan le recrute sous forme de prêt avec option d'achat.
Poli marque un but face au Genoa en Coupe d'Italie le 19 janvier 2012. L'aventure s'avéra être infructueuse, le club lombard ne lève pas l'option d'achat et il retourne à l'UC Sampdoria.

#### Milan AC
Le 8 juillet 2013 il signe au Milan AC. Le Milan n'a acquis que la moitié du joueur en échange de 2.000.000 € + Salamon en copropriété.

### Bologne FC
En juillet 2017, Andrea Poli rejoint librement le Bologne FC.

### Équipe nationale
Il reçoit sa première convocation avec l'Italie le 15 août 2012 à l'occasion d'un match amical face à l'équipe d'Angleterre il rentre en cours de jeu a la place d'Alberto Aquilani. Il inscrit son premier but le 31 mai 2013 lors de la rencontre Italie - Saint Marin (4-0) après 28 minutes de jeu.

## Caractéristique technique
Joueur complet, possédant également un gros volume de jeu, il maitrise dans la phase défensive et la phase offensive.

## Statistiques
| Saison                | Club                  | Championnat           | Championnat | Championnat | Coupe(s) nationale(s) | Coupe(s) nationale(s) | Compétition(s) continentale(s) | Compétition(s) continentale(s) | Compétition(s) continentale(s) | Italie | Italie | Total | Total |
| Saison                | Club                  | Division              | M.          | B.          | M.                    | B.                    | Comp.                          | M.                             | B.                             | M.     | B.     | M.    | B.    |
| 2006-2007             | Trévise FBC           | Serie B               | 4           | 0           | 0                     | 0                     | -                              | -                              | -                              | -      | -      | 4     | 0     |
| Sous-total            | Sous-total            | Sous-total            | 4           | 0           | 0                     | 0                     | -                              | -                              | -                              | -      | -      | 4     | 0     |
| 2007-2008             | Sampdoria Gênes       | Serie A               | 1           | 0           | 0                     | 0                     | -                              | -                              | -                              | -      | -      | 1     | 0     |
| 2008-2009             | US Sassuolo (prêt)    | Serie B               | 32          | 5           | 1                     | 0                     | -                              | -                              | -                              | -      | -      | 33    | 5     |
| Sous-total            | Sous-total            | Sous-total            | 32          | 5           | 1                     | 0                     | -                              | -                              | -                              | -      | -      | 33    | 5     |
| 2009-2010             | Sampdoria Gênes       | Serie A               | 31          | 0           | 1                     | 0                     | -                              | -                              | -                              | -      | -      | 32    | 0     |
| 2010-2011             | Sampdoria Gênes       | Serie A               | 21          | 0           | 2                     | 0                     | C1+C3                          | 1+4                            | 0                              | -      | -      | 28    | 0     |
| 2011-2012             | Inter Milan (prêt)    | Serie A               | 18          | 0           | 1                     | 0                     | C1                             | 1                              | 0                              | -      | -      | 20    | 0     |
| Sous-total            | Sous-total            | Sous-total            | 18          | 0           | 1                     | 0                     | -                              | 1                              | 0                              | -      | -      | 20    | 0     |
| 2012-2013             | Sampdoria Gênes       | Serie A               | 31          | 3           | 1                     | 0                     | -                              | -                              | -                              | 3      | 1      | 35    | 4     |
| Sous-total            | Sous-total            | Sous-total            | 84          | 3           | 4                     | 0                     | -                              | 5                              | 0                              | 3      | 1      | 96    | 4     |
| 2013-2014             | AC Milan              | Serie A               | 26          | 2           | 1                     | 0                     | C1                             | 10                             | 0                              | 1      | 0      | 38    | 2     |
| 2014-2015             | AC Milan              | Serie A               | 33          | 1           | 2                     | 0                     | -                              | -                              | -                              | 1      | 0      | 36    | 1     |
| 2015-2016             | AC Milan              | Serie A               | 18          | 0           | 6                     | 0                     | -                              | -                              | -                              | -      | -      | 24    | 0     |
| 2016-2017             | AC Milan              | Serie A               | 13          | 0           | 0                     | 0                     | -                              | -                              | -                              | -      | -      | 13    | 0     |
| Sous-total            | Sous-total            | Sous-total            | 90          | 3           | 9                     | 0                     | -                              | 10                             | 0                              | 2      | 0      | 111   | 3     |
| 2017-2018             | Bologne FC            | Serie A               | 32          | 2           | 1                     | 0                     | -                              | -                              | -                              | -      | -      | 33    | 2     |
| 2018-2019             | Bologne FC            | Serie A               | 30          | 4           | 2                     | 0                     | -                              | -                              | -                              | -      | -      | 32    | 4     |
| 2019-2020             | Bologne FC            | Serie A               | 28          | 2           | 2                     | 1                     | -                              | -                              | -                              | -      | -      | 30    | 3     |
| 2020-2021             | Bologne FC            | Serie A               | 8           | 1           | 1                     | 0                     | -                              | -                              | -                              | -      | -      | 9     | 1     |
| Sous-total            | Sous-total            | Sous-total            | 98          | 9           | 6                     | 1                     | -                              | -                              | -                              | -      | -      | 104   | 10    |
| Total sur la carrière | Total sur la carrière | Total sur la carrière | 326         | 20          | 20                    | 2                     | -                              | 16                             | 0                              | 5      | 1      | 367   | 23    |